# فرانك سميث (لاعب كرة قاعدة)
فرانك سميث هو لاعب كرة قاعدة كندي، ولد في 24 نوفمبر 1857 في Fonthill, Ontario ‏ في كندا، وتوفي في 11 أكتوبر 1928 في كاناندياجو في الولايات المتحدة.

## وصلات خارجية
- فرانك سميث على موقعبيزبول رفرنس.كوم (الدوري الرئيسي) (الإنجليزية)
- فرانك سميث على موقعبيزبول رفرنس.كوم (الدوري الثانوي) (الإنجليزية)